# Texmaker
Texmaker è un editor LaTeX open source e multipiattaforma dotato di un visualizzatore PDF integrato. È realizzato interamente con Qt; è disponibile per i sistemi Linux, macOS e Windows e integra molti strumenti utili per sviluppare documenti con LaTeX.

## Caratteristiche
L'editor include, tra le varie funzionalità, il supporto completo per Unicode, il controllo ortografico in linea, il completamento automatico, il code folding e la selezione di blocchi rettangolari. Supporta inoltre le espressioni regolari per le azioni di trova e sostituisci.
Texmaker include procedure guidate per attività come:
- generare un nuovo documento, una lettera o una tabella;
- aggiungere immagini, tabelle e così via;
- esportare un documento LaTeX tramite TeX4ht (formato HTML o ODT).

Alcuni tag LaTeX e alcuni simboli matematici possono essere inseriti con un clic e gli utenti possono definire un numero illimitato di snippet tramite combinazioni di tasti.
Texmaker riporta automaticamente gli errori e gli avvisi nel file di registro dopo avere compilato il documento.
Il visualizzatore PDF integrato supporta la modalità continua, la rotazione e la modalità di presentazione. La sincronizzazione diretta e inversa tra i file TeX sorgenti e il file PDF risultante è supportata tramite SyncTeX.
Texmaker supporta anche il linguaggio grafico Asymptote, sia per l'editing sia per la compilazione.